# 巴塔瓦諾 (古巴)
22°41′55″N 82°17′38″W / 22.69861°N 82.29389°W

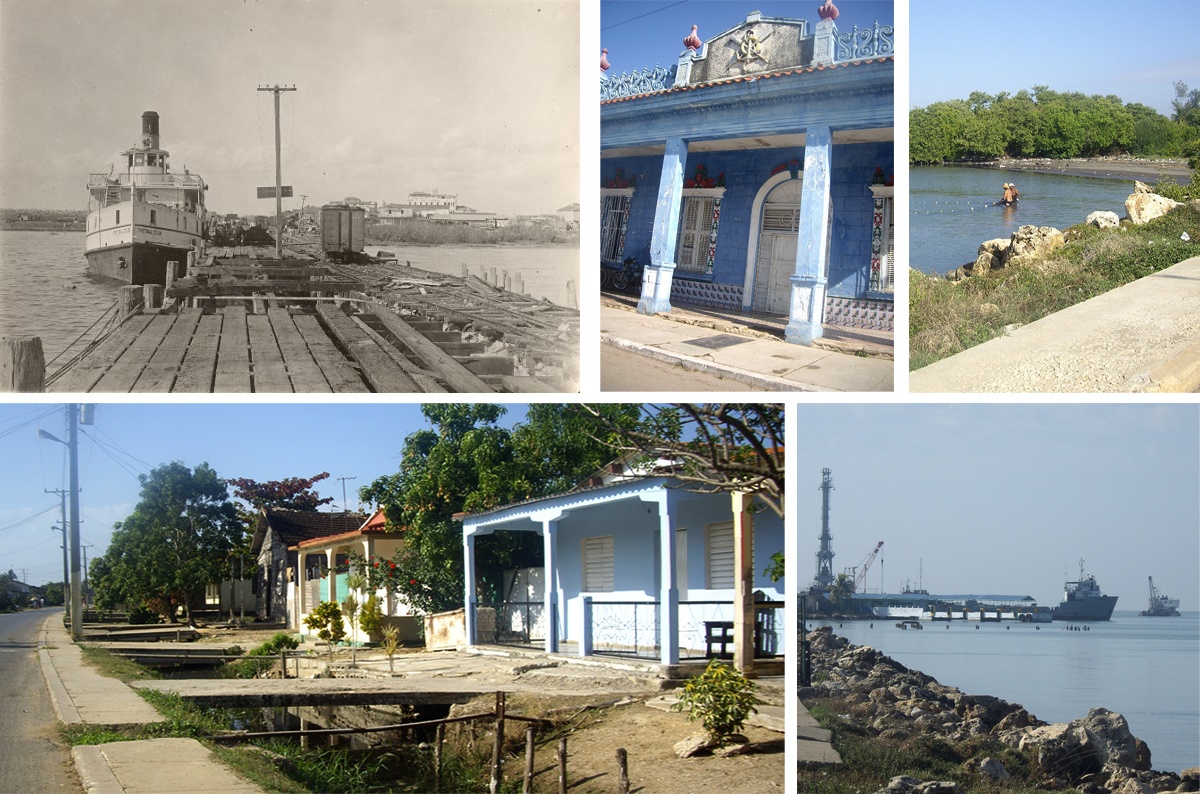

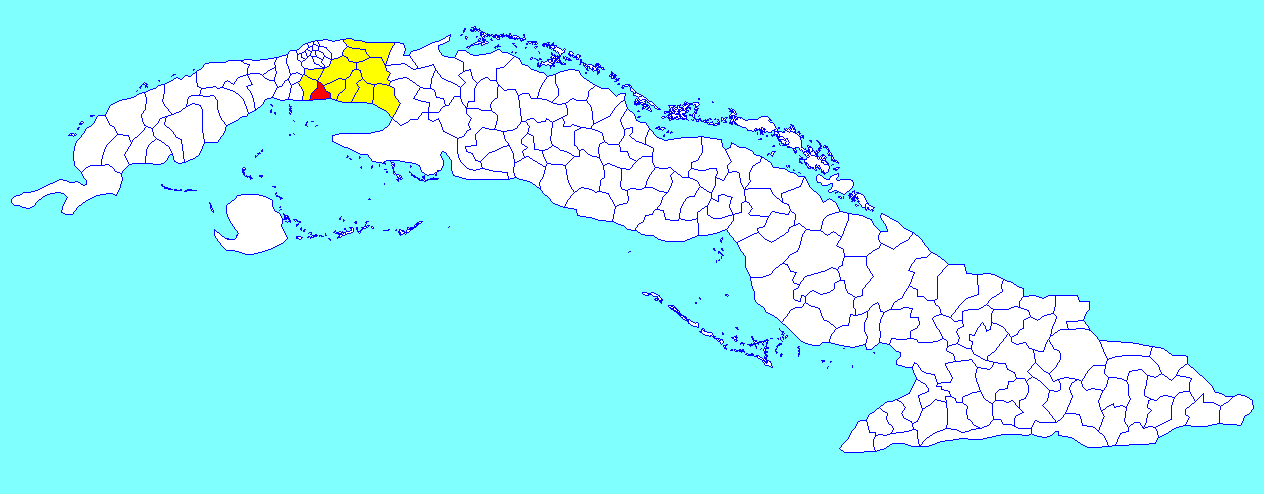

巴塔瓦諾（西班牙語：Batabanó），是古巴的城鎮，位於該國西部，由瑪雅貝克省負責管轄，始建於1688年，面積187平方公里，海拔高度5米，2004年人口25,664，人口密度每平方公里137.2人。